# إزمال (إربد)
إزمال قرية أردنية، تتبع بلدية رابية الكورة في لواء الكورة في إربد في الأردن وتعدادها قرابة 6000 نسمة. عشائرها هي عشيرة بني سلامة وعشيرة الخطايبة والمساعدة والدراوشة والعقايلة. تعتبر من أكثر القرى تعليما في المنطقة. وقرية زمال مشتقة من كنز المال حيث هذا ما كان متداول نقله بين الآباء والاجداد.
شهدت قرية زمال معارك عدة على ارضها حيث كان الفدائيين من العراق وفلسطين وسوريا يقيمون على ارضها حيث كانوا ينظمون غزوات وضربات على إسرائيل وقد كان أهالي القرية يرحبون بهم ومساندين أيضا.

## الموقع
تحدها من الشمال سموع ومن الجنوب تبنة وعنبه ومستنبت كفركيفيا من الشرق.
تبعد عن مدينة اربد ما يقارب 15 كيلومتر. ويعتبر موقعها جيد جدا من حيث الجغرافية والمناخ.

## الآثار
من أبرز معالمها: المستنبت، ام الخنازير، الخربة، الصفا، الرأس الغربي، الظهر، سرجايا والمروي. وبالقرب منها عين ماء تقع بين قرى (تبنه) و (عنبه) و (زمال) تعرف (بعين سرين). واشهر معلم اثري هي مغارة ام زميت يعود تسميه هذه المغاره بهذا الاسم حيث يقال انه في الماضي كان يسكنها غوله ام زميت وهذه المغاره شاسعه جدا حيث تحتوي ما يقارب 300 شخص ويلجىء اليها اهالي القرية في حاله الحروب حيث لجأو اليها في حرب الخليج.
[بحاجة لمصدر]